# Буайе, Марин
Мари́н Клема́нс Буайе́ (фр. Marine Clemence Boyer; род. 22 мая 2000, Сен-Бенуа) — французская гимнастка, член национальной сборной, четырёхкратный призёр чемпионата Европы.

## Биография
Марин родилась 22 мая 2000 года в Сен-Бенуа. Она владеет французским и английским языками.

## Карьера
Марин стала заниматься гимнастикой в 2006 году в Мелёне.
На чемпионате Европы 2016 года она завоевала две медали: серебро в женском бревне и бронзу в многоборье.
Буайе также была в составе сборной Франции на летних Олимпийских играх 2016 года в Рио-де-Жанейро. Там она финишировала одиннадцатой в командных соревнованиях с Мариной Бревет, Луизой Ванхиль, Ореан Лехено и Лоан Хис. В личных упражнениях на бревне Буайе стала четвертой, набрав 14,600 балла.
В 2018 году в Глазго Марин завоевала ещё две медали чемпионата Европы: серебряную в команде и бронзовую в соревнованиях на бревне.